# Berliner Amtskette
Die Berliner Amtsketten waren Amtszeichen der Magistratsmitglieder, Stadtverordneten und Bezirksvorsteher. Die „Ordnung für sämtliche Städte der Preußischen Monarchie“ vom 19. November  1808, mit der eine einheitliche Verfassung für die preußischen Städte geschaffen wurde, schrieb im § 208 das Tragen von Amtszeichen vor. Bereits 1809 entstanden die ersten Entwürfe zu Amtszeichen. In den folgenden Jahrzehnten kam es sukzessive zur Fertigung der Amtszeichen (Ketten mit  Medaillen) für die preußischen Städte mit grundlegenden ikonographischen Details, wie der Darstellung des jeweiligen Stadtwappens, dem Text „Friedrich Wilhelm III. / König von Preußen / Gründer der Städteordnung“ und der Jahreszahl „MDCCCVIII“.  Die  Magistratsmitglieder und Stadtverordneten sollten goldene Ketten mit goldenen Medaillen erhalten, während für die Bezirksvorsteher silberne Ketten und Medaillen vorgesehen waren.  In Berlin kam es erst 1844 zur Anfertigung der Amtszeichen. Jedoch wurden  hier für die Magistratsmitglieder und Stadtverordneten  keine goldenen, sondern nur vergoldete Silberketten und Medaillen gefertigt. Den Auftrag zur Herstellung der Ketten erhielt der Goldschmied Johann George Hossauer, die Medaillenprägung geht auf Karl Fischer zurück.